# Diócesis de Caozhou
La diócesis de Caozhou o de Tsaochow (en latín: Dioecesis Zaoceuvensis y en chino: 天主教曹州教区) es una circunscripción eclesiástica de la Iglesia católica en China. Se trata de una diócesis latina, sufragánea de la arquidiócesis de Jinan. Desde el 27 de julio de 2004 es sede vacante, aunque para el Anuario Pontificio lo está desde el 24 de marzo de 1954. La Asociación Patriótica Católica China la renombró diócesis de Heze en junio de 1981, sin asentimiento de la Santa Sede.

## Territorio y organización
La diócesis tiene 13 000 km² y extiende su jurisdicción sobre los fieles católicos de rito latino residentes en parte de la provincia de Shandong.
La sede de la diócesis se encuentra en la ciudad de Heze (antes llamada Caozhou), en donde se encuentra la Catedral de Cristo Rey, inaugurada el 26 de noviembre de 2010.
En 1950 en la diócesis no se reportaron parroquias.

## Historia
El vicariato apostólico de Caozhoufu (Tsaochowfu) fue erigido el 12 de noviembre de 1934 con la bula A Romano Pontifice del papa Pío XI, obteniendo el territorio del vicariato apostólico de Yanzhoufu (hoy diócesis de Yanzhou). Fue confiado a los Misioneros del Verbo Divino.
El 11 de abril de 1946 el vicariato apostólico fue elevado a diócesis con la bula Quotidie Nos del papa Pío XII.
En septiembre de 1948 el Partido Comunista de China capturó Caozhou, se impuso en la guerra civil y proclamó la República Popular China el 1 de octubre de 1949. El 4 de septiembre de 1951 China comunista expulsó al nuncio apostólico Antonio Riberi y la Santa Sede continuó reconociendo a la República de China en Taiwán como el legítimo gobierno chino. Todos los misioneros extranjeros fueron expulsados de China comunista en 1952, entre ellos el obispo Franz Hoowaarts.
Con la salida forzosa de los misioneros en 1950 y la persecución de los sacerdotes, los católicos de la diócesis tuvieron que proceder solos, con pocos sacerdotes clandestinos y ningún obispo. Joseph Wang Dianduo, encarcelado varias veces y después de ser liberado definitivamente en 1986, fue ordenado obispo en secreto el 8 de diciembre de 1996, y luego, el 1 de abril de 2000, pudo tomar oficialmente posesión de la diócesis, con la autorización del gobierno. Falleció el 27 de julio de 2004. Desde entonces la diócesis ha estado vacante.
La Asociación Patriótica Católica China fue creada con el apoyo de la Oficina de Asuntos Religiosos de la República Popular de China en 1957, con el objetivo de controlar las actividades de los católicos en China. Su nombre público es Iglesia católica china y es referida como la "Iglesia oficial" en contraposición a la "Iglesia subterránea" o "Iglesia clandestina" leal a la Santa Sede.
En el período de 1966 a 1976 la Revolución Cultural se ensañó especialmente contra la religión, cesaron todas las actividades religiosas en la diócesis ya que la treintena de iglesias abiertas al culto fueron cerradas, y posteriormente destruidas. Reacién en 2001 se reabrió al culto una iglesia, la única en la diócesis.
La Asociación Patriótica Católica China la renombró diócesis de Heze en junio de 1981, sin asentimiento de la Santa Sede.
El 22 de septiembre de 2018 se firmó en Pekín el Acuerdo provisional entre la Santa Sede y la República Popular de China sobre el nombramiento de los obispos. El 22 de octubre de 2020 el acuerdo fue prorrogado por otros dos años y en octubre de 2022 por otros dos años más. La oficialización de Jin Yangke como obispo de Ningbo (en el marco del acuerdo de 2018 entre China y la Santa Sede) llegó el 18 de agosto de 2020.
Debido a la situación particular de la Iglesia católica en China, la Santa Sede no nombra obispos para las diócesis chinas, que son sedes oficialmente vacantes incluso en presencia de obispos reconocidos por Roma.

## Estadísticas
Según el Anuario Pontificio 2002 la diócesis tenía a fines de 1950 un total de 74 013 fieles bautizados.
| Año                                                                             | Población            | Población | Población      | Sacerdotes | Sacerdotes    | Sacerdotes    | Bautizados por sacerdote | Diáconos permanentes | Religiosos | Religiosos | Parroquias |
| Año                                                                             | Bautizados católicos | Total     | % de católicos | Total      | Clero secular | Clero regular | Bautizados por sacerdote | Diáconos permanentes | Varones    | Mujeres    | Parroquias |
| ------------------------------------------------------------------------------- | -------------------- | --------- | -------------- | ---------- | ------------- | ------------- | ------------------------ | -------------------- | ---------- | ---------- | ---------- |
| 1950                                                                            | 74 013               | 4 000     | 1.9            | 49         | 12            | 37            | 1510                     |                      |            | 49         |            |
| Fuente: Catholic-Hierarchy, que a su vez toma los datos del Anuario Pontificio. |                      |           |                |            |               |               |                          |                      |            |            |            |

## Episcopologio
- Franz Hoowaarts † (12 de noviembre de 1934-24 de marzo de 1954 falleció)
  - Sede vacante
  - Charles Li Ming-yue † (1 de junio de 1958 consagrado-1970? falleció) (obispo oficial)
  - Joseph Wang Dianduo, O.A.R. † (28 de diciembre de 1996 consagrado-27 de julio de 2004 falleció) (obispo clandestino)